# Anolis cristifer
Anolis cristifer – gatunek jaszczurki z rodziny Anolidae. Występuje w Ameryce Centralnej.

## Systematyka
Zwierzę zaliczono pierwotnie do gatunku Anolis pentaprion jako jego podgatunek, bazując na opisie pojedynczego samca. Jednakże później dostrzeżono pewne różnice w ułożeniu łusek, które zaowocowały przeniesieniem do odrębnego gatunku. Duże zasługi miały w tym prace Köhlera i Acevedo z 2004 oraz pierwszego z tych uczonych z 2008. Gatunek zalicza się do rodzaju Anolis. Zaliczany bywał też do Norops, obecnie uznawanego za młodszy synonim Anolis. W przeszłości rodzaj Anolis zaliczano do rodziny legwanowatych (Iguanidae).

## Rozmieszczenie geograficzne
A. cristifer spotyka się w skrajnie południowym Meksyku (stan Chiapas) oraz Gwatemali.

## Zagrożenia i ochrona
Zwierzęciu zagrażają rolnictwo i utrata środowiska naturalnego.